# まやひろむ
まやひろむ（1月9日 - ）は日本の漫画家。まやひろむ以前は、藤沢 拓☆（とうさわ ひろむ）名義で活動。東京都出身。血液型O型。女性。

## 来歴
- 主にパチンコ漫画を手掛ける事が多く、4コマ漫画での作品が中心である。
- 2008年からパチンコ漫画や電子書籍などでストーリー漫画を掲載している。
- 主な代表作は、パチンコ漫画では、現在『漫画パチンコ777』で連載されている『ドル箱運んで3万歩/day〜新人ホールレディ奮闘日記〜』、4コマ漫画では『ようこそ!!紅茶館』、ストーリ漫画では、現在『漫画ゼロワン』で連載している『結婚願望』等がある。

## 人物
- パチンコを打つ時のスタイルは、オカルト派を思わせる内容が実戦漫画でよく見かけられる。タバコの煙が来ないと言う理由で右角の台が好きらしい。
- 『バック・トゥ・ザ・フューチャー』のタイアップ台が好きらしく、他の台の実戦中に打つほどである。
- パチンコ漫画の巻末で、国民年金を一括払いした日には勝てると言う自身のオカルト必勝法を語っていた事がある。
- 自身の漫画で、10年で10種ほどのバイトを経験しているとあり、ファーストフード、事務、パソコンショップ、服屋、喫茶店などの勤務経験があると語っていた。
- ジムなどで筋トレをするのが趣味らしく、自身のブログなどでそれを語っている事がある。

## 作品リスト

### パチンコ漫画
- ドル箱運んで3万歩/day〜新人ホールレディ奮闘日記〜（漫画パチンコ777）
- シンクロ率0%（裏の掟 特別版 爆裂連荘機2大対決）
- 天然傾奇者一本勝負（裏の掟 特別版）
- お気楽♡パチ日和（ぱちんこガチンコバトル CR花の慶次～雲のかなたに～VSぱちんこCR北斗の拳）
- 本当にあったホールで使える攻略法（パチンコ裏帝国 完全攻略マニュアルvol.5）
- 本当にあった読者投稿攻略リポート・まだまだ人気…準新機種編（パチンコ本当にあった特ダネ攻略vol.1）
- 僕の私のパチンコ広場　エヴァ～最後のシ者～特集!!!（パチンコランキング魂）

### 4コマ漫画
- ようこそ!!紅茶館（まんがタイムジャンボ、まんがタイムポップ）
- お店屋さんに行こう!!（本当にあったゆかいな話 愛のお仕事スペシャル）
- 明日もナース（本当にあったブログ内緒の話）
- バニーガールのお仕事（本当にあったブログ内緒の話vol.4）
- 遠距離恋愛のススメ（本当にあったブログ内緒の話vol.6, 7）

### 電子書籍
- 結婚願望（漫画ゼロワン）

### その他
- パチンコランドでの巻末イラスト（パチンコランド）
- パチンコランドの特別企画「血液型別攻略！！」のイラスト